# WDR74
WDR74 (англ. WD repeat domain 74) – білок, який кодується однойменним геном, розташованим у людей на 11-й хромосомі. Довжина поліпептидного ланцюга білка становить 385 амінокислот, а молекулярна маса — 42 441.
| 10         |  | 20         |  | 30         |  | 40         |  | 50         |
| ---------- |  | ---------- |  | ---------- |  | ---------- |  | ---------- |
| MAAAAARWNH |  | VWVGTETGIL |  | KGVNLQRKQA |  | ANFTAGGQPR |  | REEAVSALCW |
| GTGGETQMLV |  | GCADRTVKHF |  | STEDGIFQGQ |  | RHCPGGEGMF |  | RGLAQADGTL |
| ITCVDSGILR |  | VWHDKDKDTS |  | SDPLLELRVG |  | PGVCRMRQDP |  | AHPHVVATGG |
| KENALKIWDL |  | QGSEEPVFRA |  | KNVRNDWLDL |  | RVPIWDQDIQ |  | FLPGSQKLVT |
| CTGYHQVRVY |  | DPASPQRRPV |  | LETTYGEYPL |  | TAMTLTPGGN |  | SVIVGNTHGQ |
| LAEIDLRQGR |  | LLGCLKGLAG |  | SVRGLQCHPS |  | KPLLASCGLD |  | RVLRIHRIQN |
| PRGLEHKVYL |  | KSQLNCLLLS |  | GRDNWEDEPQ |  | EPQEPNKVPL |  | EDTETDELWA |
| SLEAAAKRKL |  | SGLEQPQGAL |  | QTRRRKKKRP |  | GSTSP      |  |            |

A: Аланін

C: Цистеїн

D: Аспарагінова кислота

E: Глутамінова кислота

F: Фенілаланін

G: Гліцин

H: Гістидин

I: Ізолейцин

K: Лізин

L: Лейцин

M: Метіонін

N: Аспарагін

P: Пролін

Q: Глутамін

R: Аргінін

S: Серин

T: Треонін

V: Валін

W: Триптофан

Кодований геном білок за функцією належить до фосфопротеїнів. 
Задіяний у таких біологічних процесах, як альтернативний сплайсинг, метилювання. 
Локалізований у ядрі.